# Roni Szuruk
Aharon (Roni) Szuruk (hebr. אהרון שורוק, ur. 24 lutego 1946) – izraelski piłkarz grający na pozycji pomocnika. W swojej karierze rozegrał 11 meczów w reprezentacji Izraela.

## Kariera klubowa
Swoją karierę piłkarską Szuruk rozpoczął w klubie Hakoah Ramat Gan. W 1966 roku awansował do kadry pierwszej drużyny i w sezonie 1966/1967 zadebiutował w niej w pierwszej lidze izraelskiej. W sezonie 1972/1973 wywalczył z Hakoahem tytuł mistrza Izraela. W 1975 roku odszedł na rok do Maccabi Hajfa. W 1976 roku ponownie zmienił klub i został piłkarzem Hapoelu Kefar Sawa. Po sezonie 1976/1977 zakończył w Hapoelu swoją karierę.

## Kariera reprezentacyjna
W reprezentacji Izraela Szuruk zadebiutował 19 lutego 1969 roku w przegranym 2:3 towarzyskim meczu ze Szwecją, rozegranym w Tel Awiwie. W 1970 roku był w kadrze Izraela na Mistrzostwa Świata w Meksyku i wystąpił na nich jedynie w meczu ze Szwecją (1:1). Od 1969 do 1970 roku rozegrał w kadrze narodowej 11 meczów.